# Marcelino Martínez Cao
Marcelino Martínez Cao   (Ares, 29 d'abril de 1940), conegut com a Marcelino, fou un futbolista espanyol de la dècada de 1960.
Començà a jugar a Galícia als clubs SDC Galicia Mugardos (1957-58) i Racing de Ferrol (1958-59). El 1959 fitxà pel Reial Saragossa on passà la resta de la seva vida esportiva, durant 11 temporades. Marcà 117 gols, i formà part de la davantera coneguda com els 5 magnífics juntament amb Canário, Carlos Lapetra, Eleuterio Santos i Juan Manuel Villa.
Fou 14 cops internacional amb la selecció espanyola, amb la qual participà a l'Eurocopa 1964, on marcà el gol decisiu per obtenir el títol, i al Mundial de 1966.

## Palmarès
Reial Saragossa
- Copa del rei de futbol: 1963-64,[7] 1965-66[8]
- Copa de Fires: 1963-64[9]

Espanya
- Eurocopa de futbol: 1964[5]